# Anastasia Cekulaev

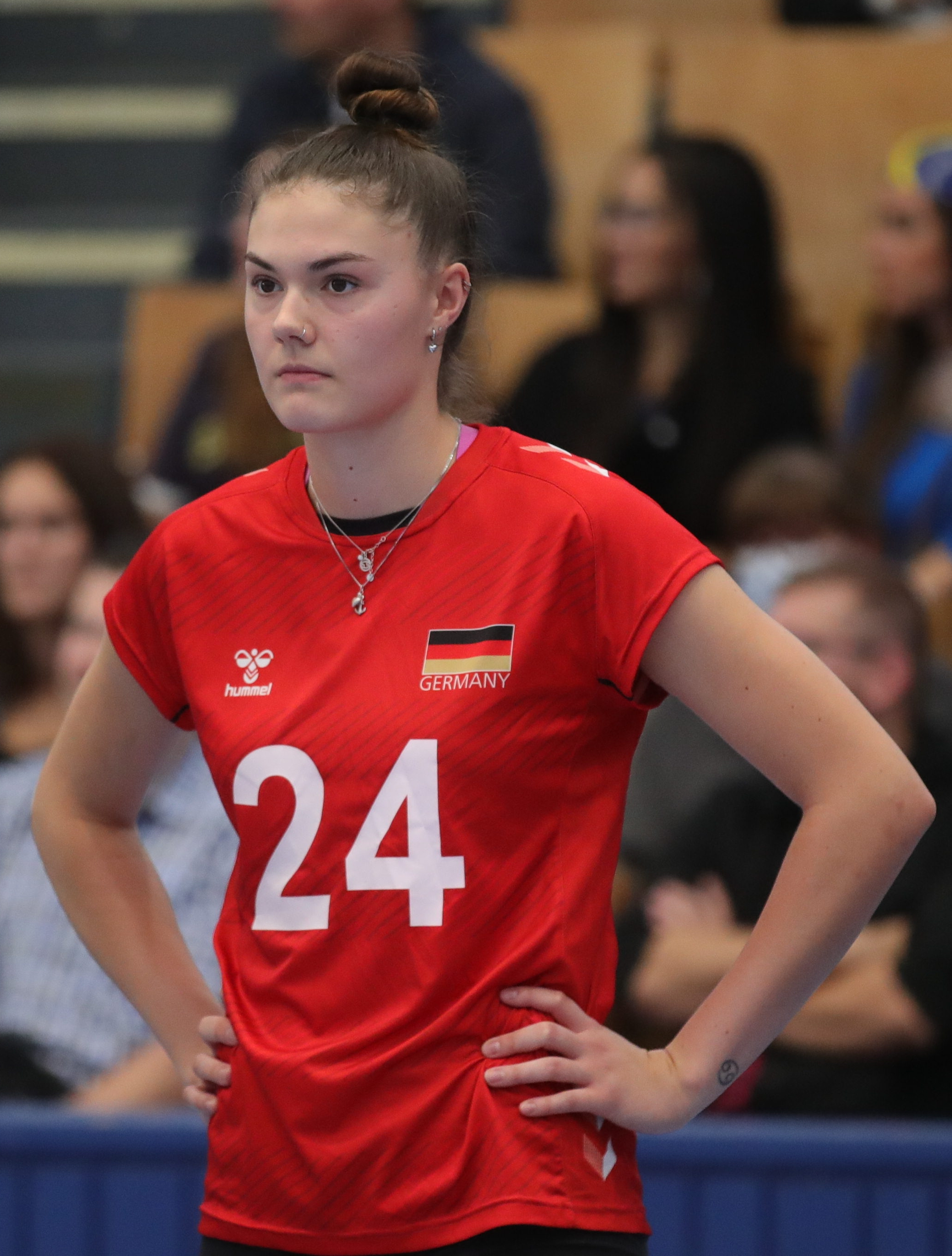
Anastasia Cekulaev reprezentantką Niemiec w 2022 roku

Anastasia Cekulaev (ur. 1 lipca 2003 w Wiesbaden) – niemiecka siatkarka pochodzenia rosyjskiego, reprezentantka kraju, grająca na pozycji środkowej.

## Kariera klubowa
| Kariera juniorska         | Kariera juniorska                           | Kariera juniorska | Kariera juniorska | Kariera juniorska | Kariera juniorska | Kariera juniorska | Kariera juniorska | Kariera juniorska | Kariera juniorska | Kariera juniorska |
| ------------------------- | ------------------------------------------- | ----------------- | ----------------- | ----------------- | ----------------- | ----------------- | ----------------- | ----------------- | ----------------- | ----------------- |
| Lata                      | Klub                                        |                   |                   |                   |                   |                   |                   |                   |                   |                   |
| 2012–2017                 | VC Wiesbaden                                |                   |                   |                   |                   |                   |                   |                   |                   |                   |
| 2017–2019                 | SG Rotation Prenzlauer Berg                 |                   |                   |                   |                   |                   |                   |                   |                   |                   |
| 2019–2021 (do 01.2021)    | VC Olympia Berlin                           |                   |                   |                   |                   |                   |                   |                   |                   |                   |
| Kariera seniorska         |                                             |                   |                   |                   |                   |                   |                   |                   |                   |                   |
| Lata                      | Klub                                        |                   |                   |                   |                   |                   |                   |                   |                   |                   |
| 2021–2024 (od 27.01.2021) | SC Potsdam                                  |                   |                   |                   |                   |                   |                   |                   |                   |                   |
| 2024–2025                 | Bartoccini Fortinfissi Perugia Black Angels |                   |                   |                   |                   |                   |                   |                   |                   |                   |
| 2025–                     | ‏Reale Mutua Fenera Chieri                   |                   |                   |                   |                   |                   |                   |                   |                   |                   |

## Sukcesy klubowe
Liga niemiecka:
- 2022[4], 2023[5]

Superpuchar Niemiec:
- 2022[6]

## Udział siatkarki w międzynarodowych turniejach w reprezentacji Niemiec
| Rok  | Mistrzostwa Europy | Liga Narodów | Mistrzostwa Europy do lat 17 |
| ---- | ------------------ | ------------ | ---------------------------- |
| 2018 |                    |              | 7. miejsce                   |
| 2021 |                    | 10. miejsce  |                              |
| 2022 |                    | 10. miejsce  |                              |
| 2023 | 12. miejsce        | 8. miejsce   |                              |
| 2024 |                    | 13. miejsce  |                              |
| 2025 |                    | 7. miejsce   |                              |